# Corynoptera delphinii
Corynoptera delphinii är en tvåvingeart som först beskrevs av Seguy 1961.  Corynoptera delphinii ingår i släktet Corynoptera och familjen sorgmyggor.
Artens utbredningsområde är Frankrike. Inga underarter finns listade i Catalogue of Life.